# Cyrtodactylus aequalis
Cyrtodactylus aequalis este o specie de reptile din genul Cyrtodactylus, familia Gekkonidae, ordinul Squamata, descrisă de Rudolf Bauer în anul 2003. Conform Catalogue of Life specia Cyrtodactylus aequalis nu are subspecii cunoscute.